# Nuevo (Bayamón)
Nuevo es un barrio ubicado en el municipio de Bayamón en el estado libre asociado de Puerto Rico. En el Censo de 2010 tenía una población de 2965 habitantes y una densidad poblacional de 277,06 personas por km².

## Geografía
Nuevo se encuentra ubicado en las coordenadas 18°17′9″N 66°11′40″O / 18.28583, -66.19444. Según la Oficina del Censo de los Estados Unidos, Nuevo tiene una superficie total de 10.7 km², de la cual 10.61 km² corresponden a tierra firme y (0.85%) 0.09 km² es agua.

## Demografía
Según el censo de 2010, había 2965 personas residiendo en Nuevo. La densidad de población era de 277,06 hab./km². De los 2965 habitantes, Nuevo estaba compuesto por el 78.99% blancos, el 4.38% eran afroamericanos, el 0.64% eran amerindios, el 10.12% eran de otras razas y el 5.87% pertenecían a dos o más razas o mestizos(as). Del total de la población el 99.06% eran hispanos o latinos de cualquier raza.